# كينيث براتن
كينيث براتن (بالنرويجية البوكمول: Kenneth Braaten)‏ هو متزحلق نوردي مزدوج نرويجي، ولد في 24 سبتمبر 1974 في مو إي رانا في النرويج.

## وصلات خارجية
- كينيث براتن على موقع الاتحاد الدولي للتزلج (التزلج النوردي المزدوج) (الإنجليزية)
- كينيث براتن على موقع أوليمبيديا (الإنجليزية)
- كينيث براتن على موقع IMDb (الإنجليزية)